# Swojęcianka
Swojęcianka – struga, prawy dopływ Wkry.